# Azovski

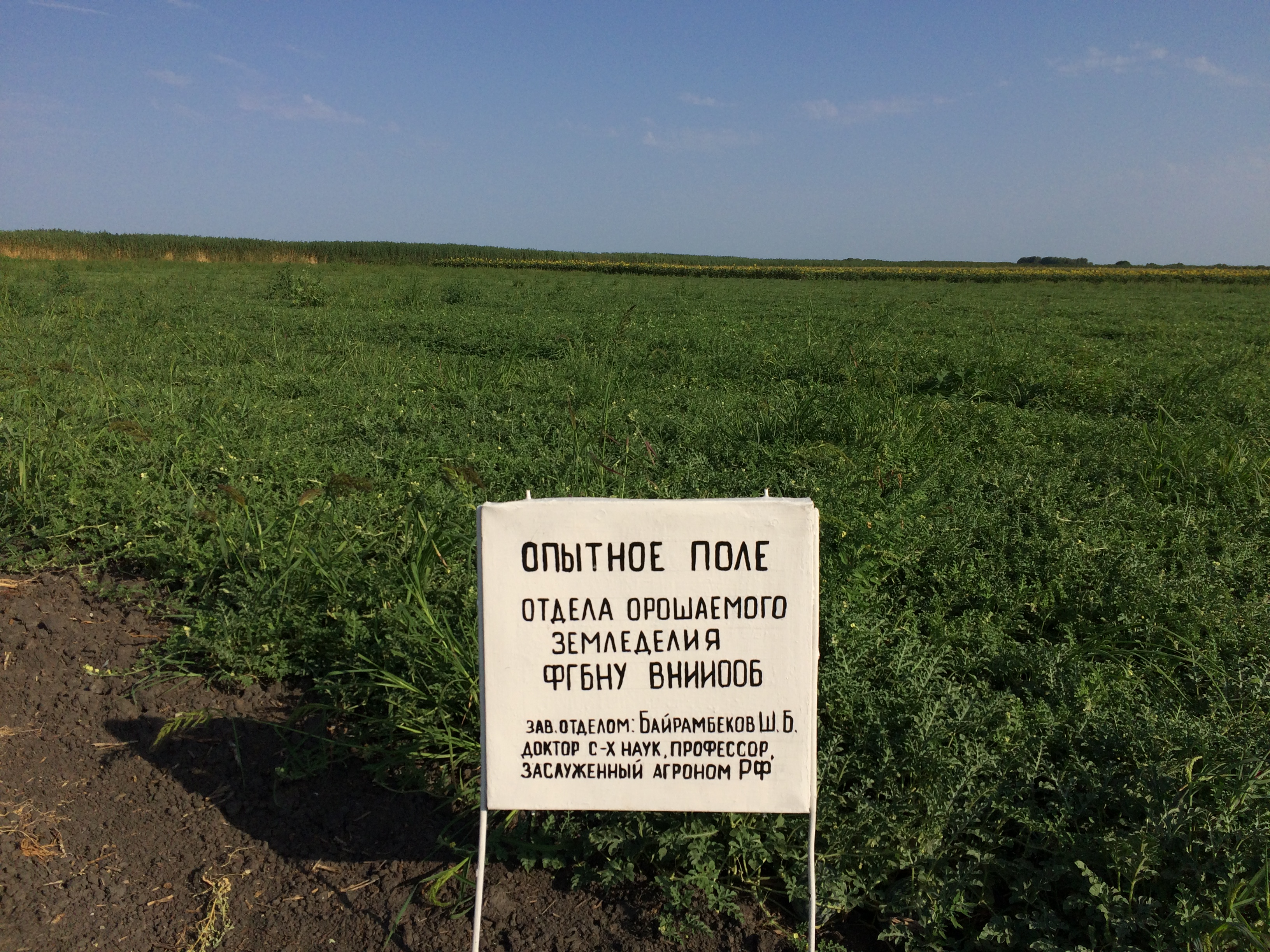
Plantació de síndries prop d'Azovski.

Azovski (en rus: Азовский) és un poble (un possiólok) de l'óblast d'Astracan, a Rússia, segons el cens del 2013 tenia 268 habitants.